# Арами

Арами на карте штата.

Арами (порт. Arame) — муниципалитет в Бразилии, входит в штат Мараньян. Составная часть мезорегиона Центр штата Мараньян. Входит в экономико-статистический микрорегион Алту-Меарин-и-Гражау. Население составляет 31 702 человека на 2010 год. Занимает площадь 2976,038 км². Плотность населения — 10,65 чел./км². Праздник города — 17 января.

## Демография
Согласно сведениям, собранным в ходе переписи 2010 г. Национальным институтом географии и статистики (IBGE), население муниципалитета составляет:
| Полное население                               | Полное население                               | Полное население                               | Полное население                               | 31 702 |
| ---------------------------------------------- | ---------------------------------------------- | ---------------------------------------------- | ---------------------------------------------- | ------ |
| в том числе:                                   | Городское население                            | 12 551                                         | Процент городского населения, %                | 39,59  |
|                                                | Сельское население                             | 19 151                                         | Процент сельского населения, %                 | 60,41  |
|                                                | Мужское население                              | 16 483                                         | Процент мужского населения, %                  | 51,99  |
|                                                | Женское население                              | 15 219                                         | Процент женского населения, %                  | 48,01  |
| Плотность населения, чел/км²                   | Плотность населения, чел/км²                   | Плотность населения, чел/км²                   | Плотность населения, чел/км²                   | 10,65  |
| Население муниципалитета в % к населению штата | Население муниципалитета в % к населению штата | Население муниципалитета в % к населению штата | Население муниципалитета в % к населению штата | 0,48   |

По данным оценки 2016 года, население муниципалитета составляет 32 015 жителей.

## История
Город основан 17 января 1988 года. 

## Статистика
- Валовой внутренний продукт на 2003 год составляет 42 073 890,00 реалов (данные: Бразильский институт географии и статистики).
- Валовой внутренний продукт на душу населения на 2003 год составляет 1491,45 реал (данные: Бразильский институт географии и статистики).
- Индекс развития человеческого потенциала на 2000 год составляет 0,535 (данные: Программа развития ООН).